# Hypsirhynchus scalaris
Hypsirhynchus scalaris — вид змій родини полозових (Colubridae). Ендемік Гаїті.

## Поширення і екологія
Hypsirhynchus scalaris мешкають на півострові Тібурон на південному заході острова Гаїті. Вони живуть в напівсухих тропічних лісах, на висоті до 778 м над рівнем моря. Живляться ящірками, зокрема Teiidae і Leiocephalus, на яких полюють в опалому листі.

## Збереження
МСОП класифікує цей вид як вразливий. Hypsirhynchus scalaris загрожує знищення природного середовища, а також хижацтво з боку інтродукованих котів і мангустів.